# Фармакология
Фармакология (от гръцки: φάρμακον, фармакон – медикамент и λόγος, логос – наука) е дял на медицината, химията и биологията, който изучава действието и употребата на лекарствата.
Основен предмет на фармакологията е взаимодействието между медикаментите и организма. То се изучава от две научни дисциплини:
- Фармакокинетика – изследва действието на организма върху медикамента: освобождаване, усвояване, разпределяне, метаболизъм (обмяна) и отделяне
- Фармакодинамика – изследва действието на медикамента върху организма.

## Области
- Обща фармакология – изучава общото за взаимодействието между медикамент и организъм, назависимо кой е медикамента.
- Експериментална фармакология – има за цел да стимулира фармакологичните свойства на даден медикамент.
- Клинична фармакология – занимава се с действието на медикаменти при прилагантео им върху хора (фармакотерапия).
- Хронофармакология – изследва периодично повтарящите се и предсказуемите във времето колебания в действието и фармакокинетиката на медикаменти при хората и животните.
- Токсикология – проучва вредните ефекти върху човешкия или животинския организъм (отравяне).